# Carolowilhelmina
Carolowilhelmina ist eine ausgestorbene Gattung unklarer Familienzugehörigkeit innerhalb der Placodermi. Die einzige Art der Gattung ist Carolowilhelmina geognostica. Der pelagisch lebende Panzerfisch lebte im späten Eifelium im heutigen Aragonien. Carolowilhelmina ist einzig durch einen unvollständigen Schädel fossil nachgewiesen, welcher sich heute im Naturkundlichen Museum der Universität Saragossa befindet.

## Entdeckung
Die ersten Fragmente von Carolowilhelmina wurden im April 1971 zufällig vom Paläontologen Peter Carls entdeckt, als er auf der Suche nach Conodonten einen Kalksteinknollen zerbrach. Am nächsten Tag identifizierte sein Kollege Otto H. Walliser die Fragmente als Fossilien eines Fisches, da sie von einem Bach unterhalb des Fundortes saubergespült worden waren. Der Ursprung der Fragmente konnte jedoch nicht geklärt werden, da ein Teil eines Hangs heruntergerutscht war und ihn bedeckte. Dies veranlasste eine Suche nach Fischresten an anderer Stelle, was zur Entdeckung von Grossius aragonensis führte. 1986 war das Sediment des Baches erodiert, wodurch ein Teil des Rostrums des Fossils zum Vorschein kam. Das Fossil wurde 1993 geborgen.

## Beschreibung
Aus dem erhaltenen Schädel von etwa 43 cm Länge geht hervor, dass Carolowilhelmina eine Körperlänge von ungefähr vier Metern aufwies. Die Augäpfel hatten einen Durchmesser von etwa acht Zentimetern. An der langen Schnauze befinden sich mehrere dornenartige Stacheln. Im Kiefer befinden sich keine Zähne, sondern eine einzigartige, schwammähnliche Struktur.

## Namensgebung
Die Art ist nach den Gründervätern der heutigen Technischen Universität Braunschweig, Karl I. von Braunschweig-Wolfenbüttel und Friedrich Wilhelm von Braunschweig benannt. 